# عموري الأول
عموري الأول (بالفرنسية: Amaury I، بالألمانية Amalrich I) هو عموري الأول ابن فولك ملك مملكة بيت المقدس.

## حياته
كان عموري الأول خصماً شديداً لحرية الكنائس، وكان جشعاً بشكل لا يليق بملك، وقد شغل منصب كونت يافا، كما منحه أخوه بلدوين الثالث عسقلان وتزوج من ابنة كونت الرها جوسلين الثاني ثم طلقها، بسبب معارضة بطريرك القدس لوجود قرابة بين الملك وزوجته من الدرجة الرابعة تحرم زواجهما. خلّف من زوجته الأولى ابنة اسماها سيبيلا، وولدا هو بلدوين الرابع «المجذوم».

## توليه للحكم
تسلم عموري الأول حكم مملكة بيت المقدس بعد وفاة أخيه بلدوين الثالث عام 558 هـ / 1163م.

## التنافس على مصر
تمثل هذا التنافس بحصول خلاف بين الوزير شاور بن مجير السعدي في الخلافة الفاطمية في مصر ووالي الصعيد ضرغام بن ثعلبة، حيث تمكن ضرغام من الانتصارعلى شاور الذي هرب إلى دمشق وطلب المساعدة من نور الدين محمود لذلك طلب نور الدين من شيركوه أن يذهب إلى مصر ويعيد شاور إلى منصبه، وعندما علم ضرغام بذلك طلب المساعدة من عموري الأول، ولكن شيركوه سبق عموري إلى القاهرة وأعاد شاور إلى منصبه، ثم تحصن في بلبيس. أراد شاور التخلص من شيركوه لذلك طلب المساعدة من عموري الأول الذي حاصر بلبيس ثلاثة أشهر ثم اتفق الاثنان على الانسحاب من مصر.
فيما بعد تخوف شاور من قوات نور الدين محمود لذلك راسل عموري الأول وطلب منه الحضور إلى مصر وعلم نور الدين بتلك المراسلات، لذلك أرسل شيركوه ومعه ابن أخيه صلاح الدين إلى مصر (سنة 562هـ / 1167م) ووصل شيركوه إلى مصر وعسكر في الجيزة، بينما عسكر عموري تحت أسوار الفسطاط ثم عسكر شيركوه على مقربة من قوات عموري على الضفة المقابلة من النيل، وجرت المواجهة بين الجانبين في مكان يسمى البابين انتصر فيه شيركوه على عموري، ولكنه لم يكن انتصاراً حاسماً، وبعد المواجهة زحف عموري إلى القاهرة وزحف شيركوه بقواته إلى الإسكندرية ثم ترك شيركوه الإسكندرية بيد صلاح الدين وذهب إلى الصعيد لاستدراج عموري إلى هناك، ولكنه لم يفلح وعرض شيركوه على شاور التعاون ضد الفرنجة، لكنه رفض ذلك لا بل قتل رسول شيركوه، وبعد ذلك ذهب شاور وعموري وحاصروا الإسكندرية دون فائدة، كما عاد شيركوه إلى القاهرة وحاول الاستيلاء عليها ولكن دون فائدة أيضاً، لذلك ذهب شيركوه إلى الإسكندرية وجرت بينه وبين عموري مفاوضات انتهت بالاتفاق على انسحاب جميع الأطراف من مصر بعد تبادل الأسرى والسماح للصليبين بدخول الإسكندرية لمشاهدتها وكذلك نقل الجرحى من جيش الشام على سفن الصليبين إلى عكا ليسافروا من هناك إلى دمشق.
لم ينسحب الصليبيون من مصر مع عموري الأول بشكل كامل بل بقي لهم بعض الفرسان هناك وأخذوا يراسلون عموري الأول ويطلبون منه القدوم إلى مصر لاحتلالها. تذرع عموري الأول في تقدمه إلى مصر أن شاور يراسل نور الدين محمود سراً ويطلب منه المساعدة لذلك سارع عموري بالتوجه نحو مصر سنة 564 هـ / 1168م. ووصل إلى بلبيس بعد عشرة أيام من الزحف في الصحراء وارتكب الصليبيون مذبحة رهيبة في بلبيس، ثم زحفوا إلى القاهرة وشددوا الحصار عليها. لذلك استنجد شاور والخليفة الفاطمي العاضد بنور الدين محمود، كما راسل شاور عموري وعرض عليه مليون قطعة ذهبية مقابل إطلاق سراح ابنه وابن أخيه وانسحاب القوات من مصر وهدده إذا لم يقبل فسوف يحرق القاهرة.
لبى نور الدين محمود طلب شاور والخليفة الفاطمي العاضد وأرسل شيركوه على رأس خمسة آلاف من الرجال وألفين من الفرسان. عندما علم عموري بذلك تراجع إلى الصحراء لملاقاة شيركوه، وفي الوقت الذي توغل فيه عموري في الصحراء علم أن شيركوه عبر النيل مع قواته ودخل القاهرة، وصار الآن شيركوه سيد مصر وقتل شاور وصارت مصر" فعلياً من أملاك نور الدين محمود.

## التحالف البيزنطي الصليبي
تمثل التحالف البيزنطي بالحملة على دمياط حيث اتفق الملك عموري الأول والإمبراطور البيزنطي مانويل كومنينوس بالهجوم على مصر واقتسامها مناصفة وبناءً عليه توجهت القوات البيزنطية بقيادة أندرو نيبوس نحو دمياط للاستيلاء عليها والزحف منها نحو القاهرة لكن دمياط نجحت في رد الهجوم بفضل ما بذله صلاح الدين من جهود للدفاع عنها.
انسحب الأسطول البيزنطي وعاد إلى بلاده وفي الطريق تعرض لعاصفة ففقد عدداً كبيراً من السفن، وبعد ذلك انسحب عموري الأول بعد حصار دام شهرين ثم ذهب إلى القسطنطينية وجدد الاتفاقية مع مانويل كومنينوس من أجل شن حملة جديدة على مصر، لكن الأيام لم تسعفه للقيام بذلك.

## وفاته
تعرض الملك عموري الأول للمرض في طريق عودته من القسطنطينية ومات قبل وصوله إلى القدس ودفن في الجلجلة قرب كنيسة القيامة.